# Liquidámbar
Liquidámbar är en ort i Mexiko.   Den ligger i kommunen Santa María Chilchotla och delstaten Oaxaca, i den sydöstra delen av landet, 280 km sydost om huvudstaden Mexico City. Liquidámbar ligger 1 268 meter över havet och antalet invånare är 115.
Terrängen runt Liquidámbar är bergig åt nordväst, men åt sydost är den kuperad. Terrängen runt Liquidámbar sluttar norrut. Runt Liquidámbar är det ganska tätbefolkat, med 120 invånare per kvadratkilometer. Närmaste större samhälle är Huautla de Jiménez, 10,5 km söder om Liquidámbar. I omgivningarna runt Liquidámbar växer i huvudsak städsegrön lövskog.